# Kuurne-Bruxelles-Kuurne 1967
La Kuurne-Bruxelles-Kuurne 1967, ventitreesima edizione della corsa, si svolse il 3 marzo su un percorso di 220 km, con partenza e arrivo a Kuurne. Fu vinta dal belga Daniel Van Ryckeghem della squadra Mann-Grundig davanti ai connazionali Eric Demunster e Walter Boucquet.

## Ordine d'arrivo (Top 10)
| Pos. | Corridore            | Squadra                         | Tempo    |
| ---- | -------------------- | ------------------------------- | -------- |
| 1    | Daniel Van Ryckeghem | Mann-Grundig                    | 5h22'00" |
| 2    | Eric Demunster       | Flandria-De Clercq              | s.t.     |
| 3    | Walter Boucquet      | Mann-Grundig                    | s.t.     |
| 4    | Eddy Beugels         | Mercier-BP-Hutchinson           | s.t.     |
| 5    | Paul Lemeteyer       | Bic                             | a 14"    |
| 6    | Arthur Decabooter    | Groene Leeuw-Pull Over Centrale | s.t.     |
| 7    | Lionel Vandamme      | Groene Leeuw-Pull Over Centrale | s.t.     |
| 8    | Gustaaf De Smet      | Groene Leeuw-Pull Over Centrale | s.t.     |
| 9    | Walter Godefroot     | Flandria-De Clercq              | s.t.     |
| 10   | Jos Spruyt           | Mercier-BP-Hutchinson           | s.t.     |